# Fri energi
Fri energi är ett begrepp inom termodynamiken, som talar om hur mycket arbete ett system kan utföra. Fri energi skiljer sig från måtten inre energi (U) och entalpi (H), genom att hänsyn tas även till entropin (S).
Det finns två vanligen använda mått på fri energi:
- Helmholtz fria energi (betecknas F eller A), {\displaystyle F=U-TS}, vilket är det vanliga måttet inom fysiken.
- Gibbs fria energi (betecknas G), {\displaystyle G=H-TS}, vilket är det vanliga måttet inom kemin, eftersom det är det mått som är mest relevant vid konstant tryck och temperatur.

## Historik
Termen "fri energi" är en mer avancerad och precis ersättning för det utgångna uttrycket affinitet, som användes av kemister under gångna år för att beskriva kraften som drev en kemisk reaktion.  Termen affinitet inom kemin, daterar sig från Albertus Magnus tid runt 1250.
Från läroboken Modern Thermodynamics (1998) av nobelpristagaren och kemi-professorn Ilya Prigogine, hittar vi: 
"As motion was explained by the Newtonian concept of force, chemists wanted a similar concept of ‘driving force’ for chemical change.  Why do chemical reactions occur, and why do they stop at certain points?  Chemists called the ‘force’ that caused chemical reactions affinity, but it lacked a clear definition."
Under hela 1700-talet, var den dominerande åsikten om värme och ljus den som framförts av Isaac Newton, vilken tillstår att dessa är former av materia som dras till eller stöts bort av andra former av materia, med krafter analoga till gravitation eller kemisk affinitet.